# Кшиштоф Слушка
Кшиштоф Слушка (лит. Kristupas Sluška, д/н — †1620) — державний діяч Великого князівства Литовського в Речі Посполитій.

## Життєпис
Походив зі впливового литовського шляхетського роду Слушків гербу Остоя. Молодший син Миколая Слушки, кричевського старости, та Ельжбети Кмітич. Дитиною відбуправлено до двору імператора Священної Римської імперії Рудольфа II в Празі.
Після смерті старшого брата Миколая між 1599 та 1602 роками разом з середнім братом Олександр успадкував родинні володіння. 1600 року обирається послом від мінського воєводвствана вальний сейм.
бувполітичним союзником Криштофа Радзивілла. 1602 року призначається підсудком мінським. 1609 року стає воєводою венденським. Брав участь у війнах зі Швеціїєю у 1605—1618 роках. Помер 1620 року.

## Родина
- Ремігіян
- Рафал
- Миколай
- Ян